# Welimada Division
Welimada Division är en division i Sri Lanka.   Den ligger i distriktet Badulla District och provinsen Uvaprovinsen, i den södra delen av landet, 110 km öster om huvudstaden Colombo. Antalet invånare är 100 434.